# Продан, Константин Константинович
Константин Константинович Продан — советский политический деятель, бывший народный депутат Украины.

## Биография
Родился 14 января 1930 (село Рыбалки, Царичанский район, Днепропетровская область) в семье рабочего; украинец; женат; имеет 2 детей.
Образование: Днепропетровский институт инженеров железнодорожного транспорта (1949—1954), инженер-железнодорожник.
Народный депутат Украины 1 созыва с 03.1990 (1-й тур) до 04.1994, Царичанский избирательный округ № 106, Днепропетровская область. Член Комиссии по вопросам социальной политики и труда.
- С 1954 — диспетчер железнодорожного цеха Днепропетровского трубопрокатного завода имени Ленина; преподаватель Днепропетровского техникума железнодорожного транспорта
- С 1957 — 2-й секретарь Красногвардейского райкома ЛКСМУ города Днепропетровска.
- С 1958 — заместитель заведующего отделом Днепропетровского обкома ЛКСМУ.
- С 1960 — инструктор, помощник 1-го секретаря Днепропетровского обкома КПУ.Щербицкого.
- С 1965 — помощник Председателя Совета Министров УССР.Щербицкого.
- С 1972 — помощник 1-го секретаря ЦК КПУ.Щербицкого.
- С 1984 года — управляющий делами ЦК КПУ, член ликвидационной комиссии в 1991 году.
- С июля 1994 — президент Украинского кредитного фонда.

Депутат Верховного Совета УССР 9-12 созывов.
Член КПСС (с 1957). Член ЦК КПУ в 1976 — 1990 г.
Ордена Октябрьской революции, Трудового Красного Знамени (3), Дружбы народов, «Знак Почета».

## Источник
- Справка